# هانلی گوسلار
هانلی گوسلار (آلمانی: Hanneli Goslar؛ ۱۲ نوامبر ۱۹۲۸ – ۲۸ اکتبر ۲۰۲۲) پرستار اهل آلمان بود.

## اوایل زندگی
هانا الیزابت گوسلار در برلین، آلمان، در ۱۲ نوامبر ۱۹۲۸، بزرگ‌ترین فرزند هانس گوسلار و روث جودیت کلی به دنیا آمد. پدرش تا سال ۱۹۳۳ معاون وزیر امور داخلی آلمان بود و مادرش معلم بود. هر دو والدین او یهودیان متعصب بودند. مادرش با به دنیا آوردن فرزند سومش درگذشت. بچه مرده به دنیا آمد در سال ۱۹۳۳، پس از انتخاب آدولف هیتلر و حزب ناسیونال سوسیالیست کارگران آلمان به رایشستاگ و انتصاب هیتلر به عنوان صدراعظم، هانس گوسلار مجبور شد از شغل دولتی خود استعفا دهد. پس از یک تلاش نافرجام برای نقل مکان به انگلستان، جایی که هانس گوسلار نتوانست کاری پیدا کند که به او اجازه دهد در شبات در خانه بماند، گوسلارها به آمستردام، هلند نقل مکان کردند. هانا به مدرسه ششم عمومی روش مونته‌سوری در آمستردام رفت و در آنجا آنه فرانک بهترین دوست او شد. آن و هانا همچنین بهترین و صمیمی‌ترین دوستان سوزان «سان» لدرمن بودند که در همان منطقه زندگی می‌کرد اما در مدرسه ای متفاوت درس می‌خواند و بعداً با ایلزه واگنر و ژاکلین ون مارسن.

## زندگی بازداشت و کار اجباری
در ژوئن ۱۹۴۳، هانا، پدرش، پدربزرگ و مادربزرگ مادری اش، همراه با خواهر کوچکتر هانا، گابریل ("گابی")، دستگیر و به اردوگاه انتقالی وستربورک و سپس به اردوگاه کار اجباری برگن-بلزن در فوریه ۱۹۴۴ فرستاده شدند. هانا در بخش ممتاز اردوگاه بود، زیرا خانواده‌اش گذرنامه‌های فلسطینی به همراه داشتند. زمانی بین ژانویه و فوریه ۱۹۴۵، هانا برای مدت کوتاهی با آنه فرانک، که یک زندانی کمتر ممتاز بود که در آن سوی اردوگاه زندانی بود، ملاقات کرد. هانا بسته‌ای را با مقداری نان و جوراب در آن روی حصار سیم خاردار پر از یونجه که دو قسمت را تقسیم می‌کرد، پرتاب کرد.
هانا و گابی ۱۴ ماه در برگن بلسن زنده ماندند. پدر و مادربزرگ و مادربزرگ مادری او قبل از آزادی بر اثر بیماری درگذشتند. او به همراه سایر بازماندگان قطار گمشده نجات یافت. هانا و گابی تنها اعضای خانواده خود بودند که از جنگ جان سالم به در بردند و در سال ۱۹۴۷ به اورشلیم مهاجرت کردند.